# Tiger Boy
Tiger Boy è un cortometraggio realizzato nel 2012 da Gabriele Mainetti.
Come già avvenuto nei suoi precedenti lavori (Basette, 2008), il regista romano ne firma anche la produzione e la musica, mentre il soggetto e la sceneggiatura sono a cura di Nicola Guaglianone.

## Trama
Matteo è un bambino di nove anni. Armato di ago e filo, decide di riprodurre la maschera del suo mito "Il Tigre", un wrestler romano di Corviale che in realtà sarebbe il lottatore professionista Karim Brigante, allenato dall'ex campione del mondo Harley Race. Per il piccolo questa maschera diventa una seconda pelle e non vuole togliersela per nessuna ragione. Invece di capire il malessere che si nasconde dietro questo gesto, la mamma e gli amici di scuola lo interpretano come un capriccio. Solo dopo aver visto "Il Tigre" combattere e vincere sul ring il piccolo Matteo troverà il coraggio di affrontare da solo il suo “nemico”.

## Riconoscimenti
- Premio del Pubblico "Tema Libero" e Premio Giuria Giovani "Tema Libero" al Corto Dorico 2012
- Grand Prix du Film Court de la Ville de Brest al Festival Européen du Film Court de Brest 2012
- Miglior cortometraggio ed Arco d'Argento ad Est Film Festival 2012
- Menzione Speciale al Genova Film Festival 2012
- Nomination Migliore Cortometraggio ai Globi d'oro 2012
- Nomination Migliore Cortometraggio al David di Donatello 2012
- Premio Nastro d'argento al migliore cortometraggio 2013
- Premio del Pubblico al Festival Cortisonici 2013
- Miglior Corto al Sorridendo Film Festival 2013
- Premio Emidio Greco al Festival del Cinema Europeo di Lecce 2013
- Selezionato dall'Academy of Motion Picture Arts and Sciences tra i 10 finalisti per la Nomination all'Oscar 2014